# Teuchophorus clavigerellus
Teuchophorus clavigerellus är en tvåvingeart som beskrevs av Wheeler 1899. Teuchophorus clavigerellus ingår i släktet Teuchophorus och familjen styltflugor.
Artens utbredningsområde är Michigan. Inga underarter finns listade i Catalogue of Life.